# Jan Musil (fotbalista)
Jan Musil (* 15. listopadu 1961) je bývalý český fotbalový brankář.

## Fotbalová kariéra
Začínal ve Slavii Praha.
Hrál za TJ Gottwaldov, VTJ Tábor, Spartu Praha, Spartak Hradec Králové, FC Penafiel, SK Xaverov Praha, 1. FC Terrex Kladno a Bohemians Praha. Se Spartou získal v sezóně 1987-1988 mistrovský titul. V sezóně 1986-1987 byl členem mistrovského týmu Sparty také, ale do žádného ligového utkání nezasáhl. V československé lize nastoupil v 60 utkáních. Během angažmá v belgickém KSC Lokeren, za který ale v belgické lize nikdy nenastoupil, byl členem početné kolonie českých hráčů, která zde vznikla (mimo něj ještě Václav Budka, Jan Koller a Roman Vonášek).

## Ligová bilance
| Ročník                                   | Zápasy | Góly | Klub                          |
| ---------------------------------------- | ------ | ---- | ----------------------------- |
| Česká národní fotbalová liga 1982/83     | 15     | 0    | TJ Gottwaldov                 |
| Česká národní fotbalová liga 1983/84     | 20     | 0    | TJ Gottwaldov                 |
| Česká národní fotbalová liga 1984/85     | 24     | 0    | VTJ Tábor                     |
| Česká národní fotbalová liga 1985/86     | 15     | 0    | VTJ Tábor                     |
| 1. československá fotbalová liga 1987/88 | 1      | 0    | Sparta ČKD Praha              |
| 1. československá fotbalová liga 1988/89 | 21     | 0    | Spartak ZVÚ Hradec Králové    |
| Česká národní fotbalová liga 1989/90     | 29     | 0    | RH Spartak ZVÚ Hradec Králové |
| 1. československá fotbalová liga 1990/91 | 30     | 0    | SKP Spartak Hradec Králové    |
| 2. česká fotbalová liga 1993/94          | -      | 0    | SK Xaverov Praha              |
| 2. česká fotbalová liga 1994/95          | -      | 0    | SK Xaverov Praha              |
| 2. česká fotbalová liga 1994/95          | -      | 0    | 1. FC Terrex Kladno           |
| 1. česká fotbalová liga 1996/97          | 8      | 0    | FC Bohemians Praha            |
| CELKEM 1. československá a česká liga    | 60     | 0    |                               |